# Crematogaster brevis
Crematogaster brevis är en myrart som beskrevs av Carlo Emery 1887. Crematogaster brevis ingår i släktet Crematogaster och familjen myror. Inga underarter finns listade i Catalogue of Life.